# Musée du Pays d'Ourthe-Amblève
Le musée du Pays d'Ourthe-Amblève est un bâtiment historique et classé de la commune de Comblain-au-Pont en Belgique (province de Liège).

## Localisation
Le musée se situe au no 1 de la place Leblanc, au centre du village de Comblain-au-Pont, en rive gauche de l'Ourthe. Il se trouve à droite de l'église Saint-Martin et au carrefour avec la rue de la Carrière menant à Géromont.

## Description du bâtiment
Cet immeuble est bâti en pierres calcaires et moellons de grès issus des carrières de la région. Il compte quatre travées et deux niveaux (un étage). Les sept baies vitrées de la façade avant (six de taille identique et une plus petite) remaniées au cours du XVIIIe siècle sont entourées de montants à refends et surmontés d'un linteau avec clé de voûte passante. Une petite niche placée au-dessus de la porte d'entrée date le bâtiment de 1676. La porte d'entrée est précédée d'un perron en pierre de taille de quatre marches. La toiture en ardoises est surmontée de deux épis de faîtage du XVIIe siècle.

## Le musée
Anciennement presbytère, le bâtiment abrite le musée du Pays d'Ourthe-Amblève. Ce musée montre le résultat de diverses fouilles entreprises sur les différents sites régionaux, depuis la Préhistoire jusqu’à l’époque médiévale avec la pierre comme fil conducteur.  En outre, on peut y voir des ossements de mammouth, d'ours de Deninger et de lion des cavernes ainsi que de multiples objets utilisés par la population locale à travers les âges. Des expositions, conférences et animations pour enfants et adultes y sont aussi organisées.

## Visite
Le musée se visite du 1er février au 30 novembre tous les jours après-midi à l'exception du lundi. Il dispose aussi d'un espace d’accueil touristique pour les différents sites de la commune à visiter.

## Classement
L'immeuble est repris sur la liste du patrimoine immobilier classé de Comblain-au-Pont depuis le 2 décembre 1959.